# Тайгинка
Тайгинка (рос. Тайгинка) — селище, підпорядковане місту Киштим Челябінської області Російської Федерації.
Населення становить 1452 особи (2010).

## Історія
Згідно із законом від 28 жовтня 2004 року органом місцевого самоврядування є Киштимський міський округ.

## Населення
| 1970 | 1979  | 1989  | 2002  | 2010  |
| ---- | ----- | ----- | ----- | ----- |
| 1727 | ↘1720 | ↘1581 | ↘1423 | ↗1452 |